# 1997 في نيوزيلندا
فيما يلي قوائم الأحداث التي وقعت خلال عام 1997 في نيوزيلندا.

## رياضة
- 1 يناير – بطولة أمم أوقيانوسيا لكرة السلة 1997

## مواليد

### فبراير
- 11 فبراير – روزي مغنية كورية.
- 12 فبراير – كلايتون لويس لاعب كرة قدم نيوزيلندي.

### أبريل
- 23 أبريل – ماير بيفان لاعب كرة قدم نيوزلندي.

### أغسطس
- 6 أغسطس – نواه بيلينغسلي لاعب كرة قدم نيوزيلندي.

## وفيات

### يوليو
- 8 يوليو – راي سبيد (مواليد 1914) لاعب كرة قدم نيوزيلندي.
- 23 يوليو – ديفيد ووربك (مواليد 1941)